# Rio Glăvan (Lozna)
O Rio Glăvan é um rio da Romênia, afluente do Lozna, localizado no distrito de Caraş-Severin.